# Mecze reprezentacji Czech w piłce siatkowej mężczyzn prowadzonej przez Jana Svobodę

## Oficjalne mecze międzypaństwowe
| Nr   | Przeciwnik        | Miejsce             | Data           | Wynik (Czechy-przeciwnik)               | Impreza                                                                          | Raport |
| 2009 | 2009              | 2009                | 2009           | 2009                                    | 2009                                                                             | 2009   |
| ---- | ----------------- | ------------------- | -------------- | --------------------------------------- | -------------------------------------------------------------------------------- | ------ |
| 1    | Serbia            | Stambuł (Turcja)    | 4 września     | 0:3 (22:25, 24:26, 14:25)               | Mistrzostwa Europy 2009                                                          |        |
| 2    | Włochy            | Stambuł (Turcja)    | 5 września     | 0:3 (12:25, 26:28, 20:25)               | Mistrzostwa Europy 2009                                                          |        |
| 3    | Bułgaria          | Stambuł (Turcja)    | 6 września     | 1:3 (19:25, 25:23, 20:25, 17:25)        | Mistrzostwa Europy 2009                                                          |        |
| 2010 |                   |                     |                |                                         |                                                                                  |        |
| 4    | Francja           | Turyn (Włochy)      | 25 września    | 2:3 (19:25, 25:22, 21:25, 26:24, 10:15) | Mistrzostwa Świata 2010                                                          |        |
| 5    | Chiny             | Turyn (Włochy)      | 26 września    | 3:1 (25:21, 19:25, 25:18, 25:22)        | Mistrzostwa Świata 2010                                                          |        |
| 6    | Bułgaria          | Turyn (Włochy)      | 27 września    | 3:1 (25:23, 27:25, 28:30, 27:25)        | Mistrzostwa Świata 2010                                                          |        |
| 7    | Stany Zjednoczone | Ankona (Włochy)     | 30 września    | 3:0 (25:19, 25:22, 25:22)               | Mistrzostwa Świata 2010                                                          |        |
| 8    | Kamerun           | Ankona (Włochy)     | 2 października | 3:0 (25:17, 25:18, 25:17)               | Mistrzostwa Świata 2010                                                          |        |
| 9    | Brazylia          | Rzym (Włochy)       | 4 października | 2:3 (20:25, 25:22, 25:23, 21:25, 8:15)  | Mistrzostwa Świata 2010                                                          |        |
| 10   | Niemcy            | Rzym (Włochy)       | 5 października | 0:3 (23:25, 18:25, 13:25)               | Mistrzostwa Świata 2010                                                          |        |
| 11   | Francja           | Florencja (Włochy)  | 8 października | 3:0 (25:21, 25:20, 25:16)               | Mistrzostwa Świata 2010                                                          |        |
| 12   | Argentyna         | Florencja (Włochy)  | 9 października | 1:3 (22:25, 25:18, 21:25, 22:25)        | Mistrzostwa Świata 2010                                                          |        |
| 2011 |                   |                     |                |                                         |                                                                                  |        |
| 13   | Portugalia        | Karlowe Wary        | 10 września    | 3:2 (25:20, 20:25, 21:25, 25:16, 15:13) | Mistrzostwa Europy 2011                                                          |        |
| 14   | Estonia           | Karlowe Wary        | 11 września    | 3:0 (25:20, 25:14, 25:20)               | Mistrzostwa Europy 2011                                                          |        |
| 15   | Rosja             | Karlowe Wary        | 12 września    | 0:3 (19:25, 14:25, 18:25)               | Mistrzostwa Europy 2011                                                          |        |
| 16   | Polska            | Karlowe Wary        | 14 września    | 1:3 (23:25, 25:22, 29:31, 18:25)        | Mistrzostwa Europy 2011                                                          |        |
| 17   | Łotwa             | Tourcoing (Francja) | 23 listopada   | 3:2 (21:25, 26:24, 25:20, 23:25, 16:14) | turniej prekwalifikacyjny europejskich kwalifikacji do Igrzysk Olimpijskich 2012 |        |
| 18   | Belgia            | Tourcoing (Francja) | 25 listopada   | 3:1 (26:24, 25:23, 23:25, 25:18)        | turniej prekwalifikacyjny europejskich kwalifikacji do Igrzysk Olimpijskich 2012 |        |
| 19   | Niemcy            | Tourcoing (Francja) | 26 listopada   | 1:3 (25:19, 25:27, 23:25, 16:25)        | turniej prekwalifikacyjny europejskich kwalifikacji do Igrzysk Olimpijskich 2012 |        |

## Mecze z poszczególnymi reprezentacjami
| Lp.   | Reprezentacja     | Liczba meczów | Wygrane | Wygrane | Wygrane | Przegrane | Przegrane | Przegrane | Bilans meczów (wygrane: przegrane) | Sety (wygrane: przegrane) |
| Lp.   | Reprezentacja     | Liczba meczów | 3:0     | 3:1     | 3:2     | 2:3       | 1:3       | 0:3       | Bilans meczów (wygrane: przegrane) | Sety (wygrane: przegrane) |
| ----- | ----------------- | ------------- | ------- | ------- | ------- | --------- | --------- | --------- | ---------------------------------- | ------------------------- |
| 1.    | Argentyna         | 1             |         |         |         |           | 1         |           | 0:1                                | 1:3                       |
| 2.    | Belgia            | 1             |         | 1       |         |           |           |           | 1:0                                | 3:1                       |
| 3.    | Brazylia          | 1             |         |         |         | 1         |           |           | 0:1                                | 2:3                       |
| 4.    | Bułgaria          | 2             |         | 1       |         |           | 1         |           | 1:1                                | 4:4                       |
| 5.    | Chiny             | 1             |         | 1       |         |           |           |           | 1:0                                | 3:1                       |
| 6.    | Estonia           | 1             | 1       |         |         |           |           |           | 1:0                                | 3:0                       |
| 7.    | Francja           | 2             | 1       |         |         | 1         |           |           | 1:1                                | 5:3                       |
| 8.    | Łotwa             | 1             |         |         | 1       |           |           |           | 1:0                                | 3:2                       |
| 9.    | Kamerun           | 1             | 1       |         |         |           |           |           | 1:0                                | 3:0                       |
| 10.   | Niemcy            | 1             |         |         |         |           | 1         | 1         | 0:2                                | 1:6                       |
| 11.   | Polska            | 1             |         |         |         |           | 1         |           | 0:1                                | 1:3                       |
| 12.   | Portugalia        | 1             |         |         | 1       |           |           |           | 1:0                                | 3:2                       |
| 13.   | Rosja             | 1             |         |         |         |           |           | 1         | 0:1                                | 0:3                       |
| 14.   | Serbia            | 1             |         |         |         |           |           | 1         | 0:1                                | 0:3                       |
| 15.   | Stany Zjednoczone | 1             | 1       |         |         |           |           |           | 1:0                                | 3:0                       |
| 16.   | Włochy            | 1             |         |         |         |           |           | 1         | 0:1                                | 0:3                       |
| Razem | Razem             | 19            | 4       | 3       | 2       | 2         | 4         | 4         | 9:10                               | 35:37                     |

## Bilans meczów
|                 | zwycięstwa | porażki |
| ogółem          | 9          | 10      |
| dom             | 2          | 2       |
| wyjazd          | 0          | 0       |
| neutralny teren | 7          | 8       |

|                 | zdobyte | stracone |
| ogółem          | 35      | 37       |
| dom             | 7       | 8        |
| wyjazd          | 0       | 0        |
| neutralny teren | 28      | 29       |

## Mecze i turnieje towarzyskie
| Nr   | Przeciwnik | Miejsce              | Data         | Wynik (Czechy-przeciwnik)               | Impreza                               | Raport |
| 2009 | 2009       | 2009                 | 2009         | 2009                                    | 2009                                  | 2009   |
| ---- | ---------- | -------------------- | ------------ | --------------------------------------- | ------------------------------------- | ------ |
| 1    | Słowacja   | Nitra (Słowacja)     | 28 sierpnia  | 3:1 (19:25, 25:22, 25:22, 25:16)        | mecze towarzyskie                     |        |
| 2    | Słowacja   | Nitra (Słowacja)     | 29 sierpnia  | 1:3 (25:21, 19:25, 19:25, 22:25)        | mecze towarzyskie                     |        |
| 2010 |            |                      |              |                                         |                                       |        |
| 3    | Australia  | Liberec              | 10 sierpnia  | 3:0 (26:24, 30:28, 25:16)               | mecze towarzyskie                     |        |
| 4    | Australia  | Liberec              | 11 sierpnia  | 3:1 (25:27, 25:23, 25:21, 25:21)        | mecze towarzyskie                     |        |
| 5    | Australia  | Liberec              | 12 sierpnia  | 0:3 (21:25, 21:25, 18:25)               | mecze towarzyskie                     |        |
| 6    | Polska B   | Olsztyn (Polska)     | 17 sierpnia  | 3:1 (25:21, 20:25, 26:24, 25:20)        | mecze towarzyskie                     |        |
| 7    | Polska B   | Iława (Polska)       | 18 sierpnia  | 2:3 (17:25, 28:26, 25:19, 22:25, 13:15) | mecze towarzyskie                     |        |
| 8    | Brazylia   | Bydgoszcz (Polska)   | 20 sierpnia  | 1:3 (18:25, 20:25, 25:20, 22:25)        | Memoriał Huberta Jerzego Wagnera 2010 |        |
| 9    | Polska     | Bydgoszcz (Polska)   | 21 sierpnia  | 1:3 (25:23, 22:25, 23:25, 23:25)        | Memoriał Huberta Jerzego Wagnera 2010 |        |
| 10   | Bułgaria   | Bydgoszcz (Polska)   | 22 sierpnia  | 1:3 (25:23, 21:25, 19:25, 19:25)        | Memoriał Huberta Jerzego Wagnera 2010 |        |
| 11   | Tunezja    | Odolena Voda         | 8 września   | 3:2 (25:13, 20:25, 25:19, 19:25, 15:5)  | mecze towarzyskie                     |        |
| 12   | Tunezja    | Odolena Voda         | 9 września   | 3:0 (25:14, 25:17, 25:21)               | mecze towarzyskie                     |        |
| 13   | Tunezja    | Odolena Voda         | 10 września  | 3:0 (25:16, 25:19, 25:17)               | mecze towarzyskie                     |        |
| 14   | Kanada     | Svitavy              | 14 września  | 3:0 (25:23, 25:22, 27:25)               | mecze towarzyskie                     |        |
| 15   | Kanada     | Svitavy              | 15 września  | 3:0 (25:19, 25:23, 25:19)               | mecze towarzyskie                     |        |
| 16   | Kanada     | Svitavy              | 16 września  | 3:0 (25:19, 26:24, 25:23)               | mecze towarzyskie                     |        |
| 2011 |            |                      |              |                                         |                                       |        |
| 17   | Brazylia B | Brno                 | 27 lipca     | 3:1 (25:19, 22:25, 25:23, 25:18)        | mecze towarzyskie                     |        |
| 18   | Brazylia B | Svitavy              | 28 lipca     | 1:3 (20:25, 25:19, 21:25, 23:25)        | mecze towarzyskie                     |        |
| 19   | Kanada     | Czeskie Budziejowice | 2 sierpnia   | 3:0 (25:14, 25:20, 25:22)               | mecze towarzyskie                     |        |
| 20   | Kanada     | Jindřichův Hradec    | 3 sierpnia   | 3:1 (25:20, 18:25, 25:22, 25:23)        | mecze towarzyskie                     |        |
| 21   | Kanada     | Czeskie Budziejowice | 4 sierpnia   | 3:1 (28:26, 19:25, 25:20, 25:21)        | mecze towarzyskie                     |        |
| 22   | Bułgaria   | Sofia (Bułgaria)     | 12 sierpnia  | 0:3 (21:25, 18:25, 18:25)               | turniej towarzyski                    |        |
| 23   | Francja    | Sofia (Bułgaria)     | 13 sierpnia  | 1:3 (17:25, 25:19, 22:25, 20:25)        | turniej towarzyski                    |        |
| 24   | Włochy     | Monza (Włochy)       | 18 sierpnia  | 3:2 (28:26, 26:24, 21:25, 16:25, 15:10) | mecze towarzyskie                     |        |
| 25   | Włochy     | Monza (Włochy)       | 19 sierpnia  | 3:2 (25:23, 25:23, 23:25, 22:25, 15:11) | mecze towarzyskie                     |        |
| 26   | Polska     | Katowice (Polska)    | 26 sierpnia  | 3:0 (25:21, 25:18, 27:25)               | Memoriał Huberta Jerzego Wagnera 2011 |        |
| 27   | Rosja      | Katowice (Polska)    | 27 sierpnia  | 0:3 (17:25, 18:25, 14:25)               | Memoriał Huberta Jerzego Wagnera 2011 |        |
| 28   | Włochy     | Katowice (Polska)    | 28 sierpnia  | 1:3 (25:27, 36:38, 25:23, 21:25)        | Memoriał Huberta Jerzego Wagnera 2011 |        |
| 29   | Rosja      | Karlowe Wary         | 7 września   | 0:3 (21:25, 22:25, 17:25)               | mecz towarzyski                       |        |
| 30   | Polska     | Legionowo (Polska)   | 11 listopada | 0:3 (21:25, 24:26, 25:27)               | mecze towarzyskie                     |        |
| 31   | Polska     | Legionowo (Polska)   | 12 listopada | 3:2 (28:26, 25:18, 26:28, 21:25, 15:11) | mecze towarzyskie                     |        |

Bilans:
- zwycięstwa-porażki 18:13
- sety wygrane-sety przegrane: 63:53

## Mecze nieoficjalne
| Nr   | Przeciwnik | Miejsce          | Data        | Wynik (Czechy-przeciwnik) | Impreza         | Raport |
| 2011 | 2011       | 2011             | 2011        | 2011                      | 2011            | 2011   |
| ---- | ---------- | ---------------- | ----------- | ------------------------- | --------------- | ------ |
| 1    | Bułgaria   | Sofia (Bułgaria) | 11 sierpnia | 3:0 (25:19, 25:20, 25:22) | mecz towarzyski |        |

Bilans:
- zwycięstwa-porażki 1:0
- sety wygrane-sety przegrane: 3:0